# Liste der Biografien/Delb
Liste der Biografien |
Portal Biografien |
Personensuche
# |
A |
B |
C |
D |
E |
F |
G |
H |
I |
J |
K |
L |
M |
N |
O |
P |
Q |
R |
S |
T |
U |
V |
W |
X |
Y |
Z |
?
 
Da |
Db |
Dc |
Dd |
De |
Dg |
Dh |
Di |
Dj |
Dk |
Dl |
Dm |
Dn |
Do |
Dq |
Dr |
Ds |
Du |
Dv |
Dw |
Dy |
Dz
 
De A |
De B |
De C |
De D |
De E |
De F |
De G |
De H |
De J |
De K |
De L |
De M |
De N |
De P |
De Q |
De R |
De S |
De T |
De V |
De W |
De Y |
De Z 

Dea |
Deb |
Dec |
Ded |
Dee |
Def |
Deg |
Deh |
Dei |
Dej |
Dek |
Del |
Dem |
Den |
Deo |
Dep |
Deq |
Der |
Des |
Det |
Deu |
Dev |
Dew |
Dex |
Dey |
Dez
 
Dela |
Delb |
Delc |
Deld |
Dele |
Delf |
Delg |
Delh |
Deli |
Delj |
Delk |
Dell |
Delm |
Deln |
Delo |
Delp |
Delr |
Dels |
Delt |
Delu |
Delv |
Delw |
Dely |
Delz
Die Liste der Biografien führt alle Personen auf, die in der deutschsprachigen Wikipedia einen Artikel haben. Dieses ist eine Teilliste mit 59 Einträgen von Personen, deren Namen mit den Buchstaben „Delb“ beginnt.

## Delb

### Delba
- Delbaen, Freddy (* 1946), belgischer Mathematiker und Hochschullehrer
- Delbanco, Ernst (1869–1935), deutscher Dermatologe
- Delbart, Paul (1901–1958), französischer Radrennfahrer

### Delbe
- Delbecq, Benoît (* 1966), französischer Pianist
- Delbecque, Albert († 1947), belgischer Fußballspieler
- Delbecque, Julien (1903–1977), belgischer Radrennfahrer
- Delbeke, Gérard (1903–1977), belgischer Fußballspieler
- Delbeke, Jos (* 1954), belgischer Ökonom, Generaldirektor bei der Europäischen Union
- DelBello, Alfred (1934–2015), US-amerikanischer Politiker
- DelBene, Suzan (* 1962), US-amerikanische Politikerin
- Delberghe, Édouard (1935–1994), französischer Radrennfahrer
- Delberghe, Noël (1897–1965), französischer Wasserballspieler

### Delbl
- Delblanc, Sven (1931–1992), schwedischer Schriftsteller und Literaturwissenschaftler

### Delbo
- Delbo Larsen, Mikkel (* 1985), dänischer Badmintonspieler
- Delbo, Charlotte (1913–1985), französische Künstlerin und Schriftstellerin
- Delbo, Jean-Jacques (1909–1996), französischer Schauspieler
- Delboeuf, Joseph (1831–1896), belgischer Philosoph, Psychologe und Mathematiker
- Delbonis, Federico (* 1990), argentinischer Tennisspieler
- Delbonnel, Bruno (* 1957), französischer KameramannBruno Delbonnel (* 1957)

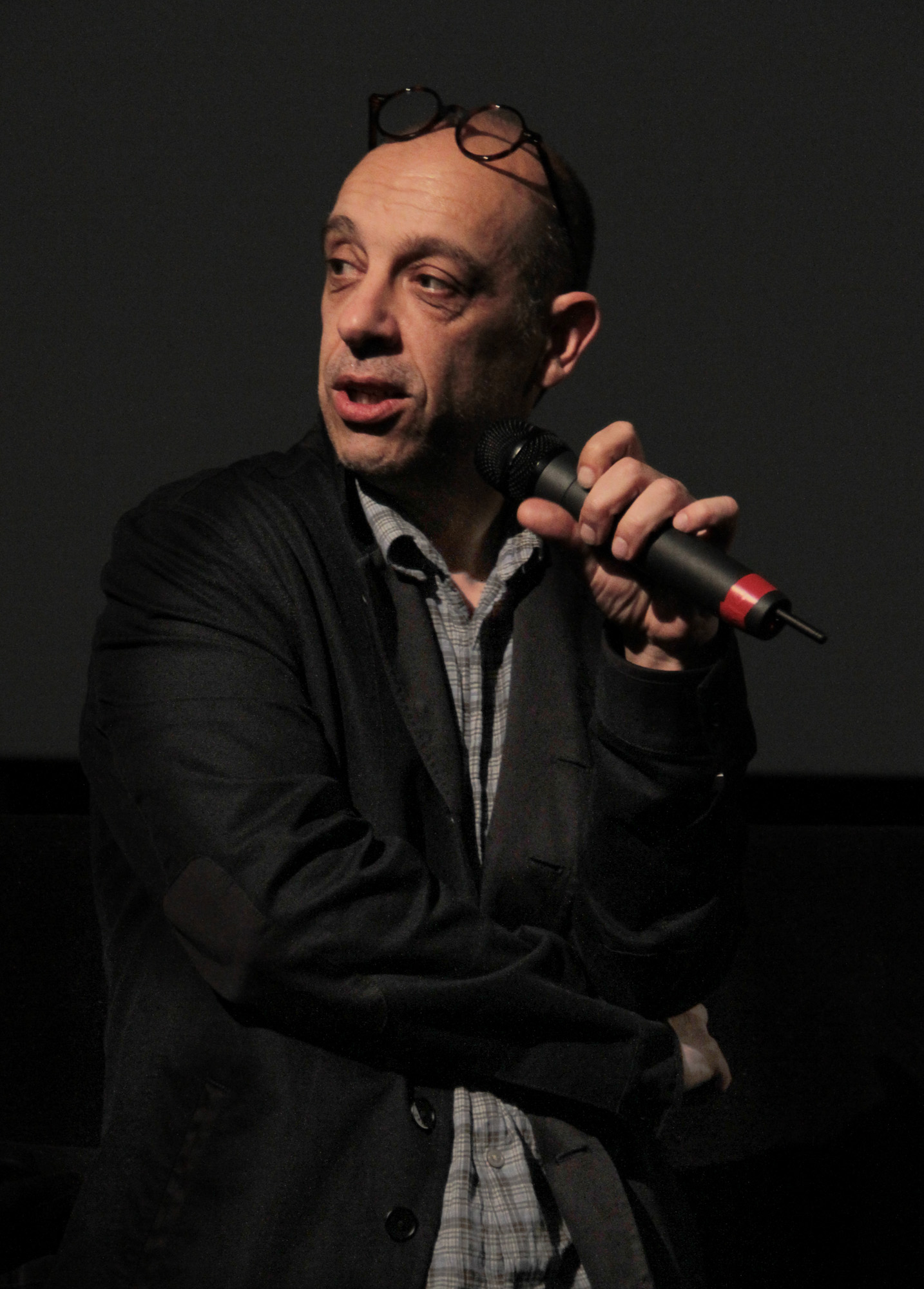
Bruno Delbonnel (* 1957)

- Delbor, Louis, französischer Radrennfahrer
- Delbos, Victor (1862–1916), französischer Historiker und Philosoph
- Delbos, Yvon (1885–1956), französischer Politiker der Dritten und Vierten Republik
- Delbos-Corfield, Gwendoline (* 1977), französische Politikerin (EELV), MdEP
- Delbosc, Olivier (* 1968), französischer Filmproduzent
- Delbosco, Piero (* 1955), italienischer Geistlicher und römisch-katholischer Bischof von Cuneo-Fossano
- Delbouille, Maurice (1903–1984), belgischer Romanist und Mediävist
- Delbourg, Véronique (* 1959), französische Schauspielerin
- Delbourgo, James (* 1972), britischer Wissenschaftshistoriker
- Delbourgo, Robert (* 1940), australischer Physiker
- Delbove, Jérôme (* 1974), französischer Radrennfahrer
- Delbove, Joris (* 2000), französischer Radrennfahrer

### Delbr
- Delbrêl, Madeleine (1904–1964), französische SchriftstellerinMadeleine Delbrêl (1904–1964)

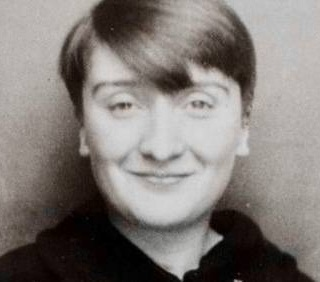
Madeleine Delbrêl (1904–1964)

- Delbridge, John (* 1955), britischer Regisseur
- Delbrouck, Sascha (* 1969), deutscher Bassist (Jazz, Blues, Rock)
- Delbrück, Adelbert (1822–1890), deutscher Unternehmer und Bankier
- Delbrück, Anton (1862–1944), deutscher Psychiater
- Delbrück, Berthold (1842–1922), deutscher Sprachwissenschaftler
- Delbrück, Christian (1944–2006), deutscher Journalist und Herausgeber des Hamburger Abendblattes
- Delbrück, Clemens von (1856–1921), deutscher Politiker (DNVP), MdR
- Delbrück, Ernst (1858–1933), deutscher Jurist
- Delbrück, Friedrich (1768–1830), preußischer Theologe und Pädagoge
- Delbrück, Gottlieb (1777–1842), deutscher Jurist und Beamter
- Delbrück, Hans (1848–1929), deutscher Historiker und Politiker, MdR
- Delbrück, Heinrich (1855–1922), deutscher Jurist und Präsident des Reichsgerichtes
- Delbrück, Helmuth (1891–1957), Bürgermeister von Itzehoe
- Delbrück, Joachim von (1886–1951), deutscher Schriftsteller, Kritiker und Herausgeber
- Delbrück, Johann Friedrich Ferdinand (1772–1848), deutscher Philosoph und Rhetoriker
- Delbrück, Jost (1935–2020), deutscher Völkerrechtler
- Delbrück, Justus (1902–1945), deutscher Jurist und Widerstandskämpfer gegen den Nationalsozialismus
- Delbrück, Kurt (1859–1945), deutscher evangelischer Pfarrer und Schriftsteller
- Delbrück, Ludwig (1860–1913), deutscher Bankier
- Delbrück, Max (1850–1919), deutscher Gärungschemiker und Brauwissenschaftler
- Delbrück, Max (1906–1981), deutsch-US-amerikanischer Genetiker und BiophysikerMax Delbrück (1906–1981)

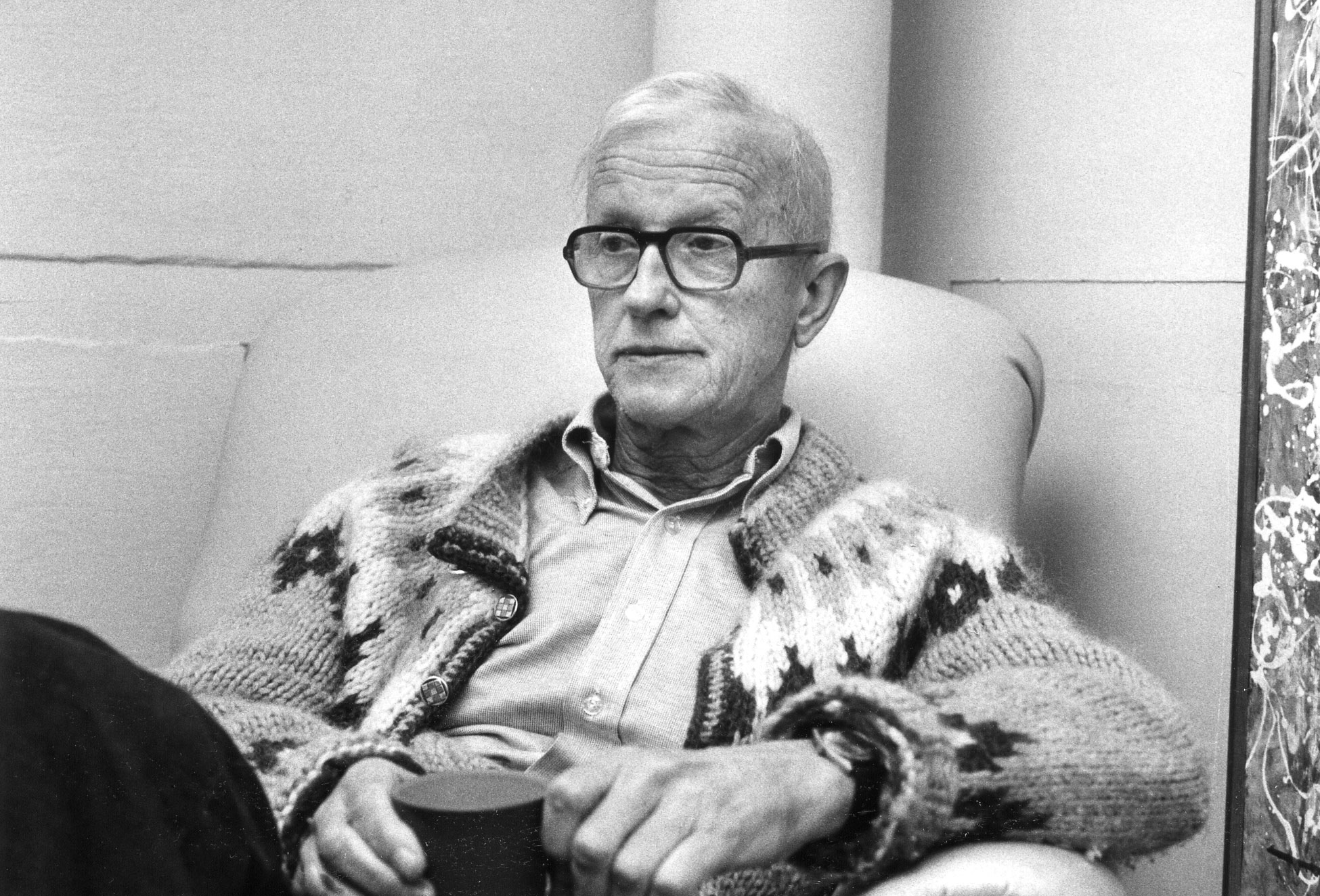
Max Delbrück (1906–1981)

- Delbrück, Rudolph von (1817–1903), preußischer und deutscher Politiker, MdR
- Delbrück, Werner (1868–1910), deutscher Chemiker, Direktor Seebad Heringsdorf und Politiker, MdR
- Delbrueck, Richard (1875–1957), deutscher Klassischer Archäologe
- Delbrügge, Bernd, deutscher Jazz- und Soulsaxophonist (Tenor- und Baritonsaxophon), Komponist, Bandleader, Produzent und Fotograf
- Delbrun, Pierre (1605–1676), französischer Jesuit, Altphilologe, Romanist und Lexikograf
- Delbruyère, Louis (1860–1894), belgischer Soldat und Kolonialadministrator